# تيرانا
تيرانا هي عاصمة ألبانيا وأكبر مدنها. تقع في وسط البلاد، وتحيط بها الجبال والتلال، ويرتفع جبل داجتي إلى الشرق ووادي طفيف إلى الشمال الغربي يطل على البحر الأدرياتيكي من بعيد. وهي من بين أكثر المدن رطوبة وأشدها شمسًا في أوروبا، حيث تشرق الشمس عليها 2,544 ساعة سنويًا.
تأسست تيرانا كمدينة في عام 1614 على يد الجنرال الألباني العثماني سليمان باشا بارجيني وازدهرت في ذلك الوقت حول المسجد القديم والتوربي. المنطقة التي تتوافق اليوم مع أراضي المدينة مأهولة بالسكان بشكل مستمر منذ العصر الحديدي. كان يسكنها الإيليريون، وكانت على الأرجح قلب مملكة تولانتي الإيليرية، والتي كانت تتمركز في المناطق النائية في إبيدامنوس في العصور القديمة الكلاسيكية. بعد الحروب الإليرية، ضمتها روما وأصبحت جزءًا لا يتجزأ من الإمبراطورية الرومانية. وما يزال تراث تلك الفترة واضحًا وممثلًا بفسيفساء تيرانا. وفي وقت لاحق، في القرنين الخامس والسادس، تم بناء كاتدرائية مسيحية مبكرة حول هذا الموقع.
بعد انقسام الإمبراطورية الرومانية إلى شرق وغرب في القرن الرابع، سيطرت الإمبراطورية البيزنطية التي خلفتها على معظم ألبانيا، وبنت قلعة بيتريلي في عهد جستنيان الأول. وكانت المدينة غير مهمة إلى حد ما حتى القرن العشرين، عندما أعلنها مؤتمر لوشنجي عاصمة لألبانيا، بعد إعلان استقلال ألبانيا في عام 1912.
تصنف تيرانا على أنها مدينة عالمية غاما، وتعد أهم مركز اقتصادي ومالي وسياسي وتجاري في ألبانيا نظرًا لموقعها المهم في وسط البلاد ووسائل النقل الجوية والبحري والسكك الحديدية والطرق الحديثة. وهي مقر سلطة حكومة ألبانيا، مع المقرين الرسميين لرئيس ورئيس وزراء ألبانيا، وبرلمان ألبانيا. وأعلنت المدينة عاصمة للشباب الأوروبي لعام 2022.

## التاريخ

### التنمية في وقت مبكر
يسكن البشر منطقة تيرانا منذ عصور ما قبل التاريخ، حيث عثر على أقدم مرجع معترف به في كهف بولومباس الذي ينتمي إلى العصر الحجري القديم. كان الإيليريون أول سكان المنطقة وشكلوا على الأرجح قلب مملكة تولانتي الإيليرية، والتي كانت تتمركز في المناطق النائية في إبيدامنوس في العصور القديمة الكلاسيكية. عندما وصل الرومان إلى إليريا بعد انتصارهم في الحروب الإليرية، قاموا بسكان المنطقة ودمجها في إمبراطوريتهم تحت السيطرة السياسية لمدينة روما. أقدم اكتشاف باقي من هذه الفترة هو منزل روماني يعود تاريخه إلى القرن الثالث، والذي تم تحويله إلى كنيسة بلا ممر بأرضية من الفسيفساء. قلعة، ربما تعرف باسم تيركان، بناها الإمبراطور البيزنطي جستنيان الأول بين القرنين الرابع والسادس، ثم رممها أحمد باشا توبتاني في القرن الثامن عشر.
تم ذكر تيرانا في وثائق البندقية عام 1418، بعد عام واحد من الغزو العثماني للمنطقة: ... المقيم بيتر، ابن المرحوم دومينيك من قرية تيرانا.... تظهر سجلات تسجيلات الأراضي الأولى في عهد العثمانيين في الفترة ما بين 1431-1432 أن تيرانا كانت تتكون من 60 منطقة مأهولة، مع ما يقرب من 2028 منزلًا و7300 نسمة. في عام 1510، كتبت مارين بارليتي، وهي كاهنة وباحثة كاثوليكية ألبانية، في سيرتها الذاتية للبطل الوطني الألباني إسكندر بك، Historia de vita et gestis Scanderbegi Epirotarum Principis (قصة حياة وأفعال إسكندر بك، أمير Epirotes)، أشار إلى هذه المنطقة على أنها قرية صغيرة، وميز بين تيرانا الصغيرة وتيرانا الكبرى. تم ذكرها لاحقًا في عام 1572 باسم بورجو دي تيرانا.
وفقًا لهان، بدأت المستوطنة بالفعل في التطور لتصبح سوقًا وتضمنت العديد من الطواحين المائية، حتى قبل عام 1614، عندما بنى الحاكم المحلي سليمان برجيني المسجد القديم ومركزًا تجاريًا صغيرًا وحمامًا تقليديًا. وهذا ما تؤكده المصادر الشفهية، التي تشير إلى وجود مسجدين سابقين على بعد 300-400 متر من المسجد القديم، باتجاه شارع علي ديمي اليوم. يقع مسجد ريك ومسجد موجو على الجانب الأيسر من نهر لانا وكانا أقدم من المسجد القديم. وفي وقت لاحق، تم بناء مسجد أدهم بك، الذي بناه الملا باي من بتريلا. وظف أفضل الحرفيين في البلاد وتم الانتهاء منه في عام 1821 على يد ابن الملا إيتهم، الذي كان أيضًا ابن أخ سليمان برجيني.
في عام 1800، وصل الوافدون الأوائل إلى المستوطنة، والتي تسمى أورتودوكسيت. كانوا أرومانيين من قرى قريبة من كورتشي وبوغراديك، واستقروا حول حديقة تيرانا الحالية على البحيرة الاصطناعية. بدأوا يعرفون باسم llacifac وكانوا أول المسيحيين الذين وصلوا بعد إنشاء المدينة. في عام 1807، أصبحت تيرانا مركزًا لمحافظة كروجي تيرانا الفرعية. بعد عام 1816، خضعت تيرانا لسيطرة عائلة توبتاني في كرويه. وفي وقت لاحق، أصبحت تيرانا محافظة فرعية تابعة للولاية المنشأة حديثًا. ولاية شكودر وسنجق دوريس. في عام 1889، بدأ تدريس اللغة الألبانية في مدارس تيرانا، وتأسس النادي الوطني باشكيمي في عام 1908.

### التطور الحديث
في 28 نوفمبر 1912، تم رفع العلم الوطني في فلوري من قبل الرئيس إسماعيل القمالي، إيذانًا بالولادة الرمزية لألبانيا كدولة ذات سيادة. لكن السنوات التالية اتسمت بالاضطرابات. أثناء حروب البلقان، احتل الجيش الصربي تيرانا مؤقتًا وشاركت في انتفاضة القرى بقيادة هاكسي قاميلي. في أغسطس 1916، تم تجميع أول خريطة للمدينة من قبل متخصصين في الجيش النمساوي المجري. بعد استيلاء صربيا على مدينة ديبار، فر العديد من سكانها الألبان إلى تركيا، وذهب الباقون إلى تيرانا. ومن بين أولئك الذين انتهى بهم الأمر في إسطنبول، هاجر بعض منهم إلى ألبانيا، وخاصة إلى تيرانا حيث شكل مجتمع ديبران شريحة مهمة من سكان المدينة منذ عام 1920 فصاعدًا ولعدة سنوات بعد ذلك. في 8 فبراير 1920، أعلن مؤتمر لوشنجي تيرانا عاصمة مؤقتة لألبانيا، التي نالت استقلالها في عام 1912. اكتسبت المدينة هذا الوضع بشكل دائم في 31 ديسمبر 1925. وفي عام 1923، تم تجميع أول خطة تنظيمية للمدينة من قبل المهندسين المعماريين النمساويين. كان مركز تيرانا هو مشروع فلوريستانو دي فاوستو وأرماندو براسيني، المهندسين المعماريين المشهورين في فترة موسوليني في إيطاليا. وضع برازيني الأساس للترتيب الحديث للمباني الوزارية في وسط المدينة. خضعت الخطة لمراجعات من قبل المهندس المعماري الألباني أشرف فراشيري، والمهندس المعماري الإيطالي كاستيلاني والمهندسين المعماريين النمساويين فايس وكوهلر. كان مبنى البرلمان الألباني الحديث بمثابة نادي للضباط. وهناك، في سبتمبر 1928، توج زوغ ملك ألبانيا ملكًا على زوغ الأول، ملكًا للألبان.

## المناخ
يظهر الجدول التالي التغييرات المناخية على مدار السنة لتيرانا:
| البيانات المناخية لـتيرانا                                                                                   | البيانات المناخية لـتيرانا | البيانات المناخية لـتيرانا | البيانات المناخية لـتيرانا | البيانات المناخية لـتيرانا | البيانات المناخية لـتيرانا | البيانات المناخية لـتيرانا | البيانات المناخية لـتيرانا | البيانات المناخية لـتيرانا | البيانات المناخية لـتيرانا | البيانات المناخية لـتيرانا | البيانات المناخية لـتيرانا | البيانات المناخية لـتيرانا | البيانات المناخية لـتيرانا |
| الشهر | يناير                      | فبراير                     | مارس                       | أبريل                      | مايو                       | يونيو                      | يوليو                      | أغسطس                      | سبتمبر                     | أكتوبر                     | نوفمبر                     | ديسمبر                     | المعدل السنوي              |
| --- | -------------------------- | -------------------------- | -------------------------- | -------------------------- | -------------------------- | -------------------------- | -------------------------- | -------------------------- | -------------------------- | -------------------------- | -------------------------- | -------------------------- | -------------------------- |
| الدرجة القصوى °م (°ف)                                                                                        | 21.3 (70.3)                | 28.0 (82.4)                | 30.3 (86.5)                | 32.6 (90.7)                | 35.9 (96.6)                | 39.7 (103.5)               | 42.2 (108.0)               | 41.4 (106.5)               | 39.7 (103.5)               | 36.1 (97.0)                | 31.3 (88.3)                | 22.5 (72.5)                | 42.2 (108.0)               |
| متوسط درجة الحرارة الكبرى °م (°ف)                                                                            | 11.6 (52.9)                | 12.9 (55.2)                | 15.6 (60.1)                | 19.0 (66.2)                | 23.8 (74.8)                | 27.7 (81.9)                | 30.7 (87.3)                | 30.7 (87.3)                | 27.3 (81.1)                | 21.8 (71.2)                | 17.1 (62.8)                | 13.0 (55.4)                | 21.0 (69.8)                |
| المتوسط اليومي °م (°ف)                                                                                       | 6.7 (44.1)                 | 7.8 (46.0)                 | 10.0 (50.0)                | 13.4 (56.1)                | 18.0 (64.4)                | 21.6 (70.9)                | 24.0 (75.2)                | 23.8 (74.8)                | 20.7 (69.3)                | 16.0 (60.8)                | 11.7 (53.1)                | 8.1 (46.6)                 | 15.2 (59.4)                |
| متوسط درجة الحرارة الصغرى °م (°ف)                                                                            | 1.8 (35.2)                 | 2.6 (36.7)                 | 4.5 (40.1)                 | 7.9 (46.2)                 | 12.1 (53.8)                | 15.6 (60.1)                | 17.2 (63.0)                | 16.9 (62.4)                | 14.1 (57.4)                | 10.1 (50.2)                | 6.3 (43.3)                 | 3.2 (37.8)                 | 9.4 (48.9)                 |
| أدنى درجة حرارة °م (°ف)                                                                                      | −10.4 (13.3)               | −9.4 (15.1)                | −7.0 (19.4)                | −1.0 (30.2)                | 2.5 (36.5)                 | 5.6 (42.1)                 | 4.2 (39.6)                 | 10.0 (50.0)                | 3.8 (38.8)                 | −1.3 (29.7)                | −4.3 (24.3)                | −6.9 (19.6)                | −10.4 (13.3)               |
| الهطول مم (إنش)                                                                                              | 143 (5.6)                  | 132 (5.2)                  | 115 (4.5)                  | 104 (4.1)                  | 103 (4.1)                  | 68 (2.7)                   | 42 (1.7)                   | 46 (1.8)                   | 78 (3.1)                   | 114 (4.5)                  | 172 (6.8)                  | 148 (5.8)                  | 1٬266 (49.8)               |
| متوسط أيام هطول الأمطار (≥ 0.1 mm)                                                                           | 13                         | 13                         | 14                         | 13                         | 12                         | 7                          | 5                          | 4                          | 6                          | 9                          | 16                         | 16                         | 128                        |
| متوسط الرطوبة النسبية (%)                                                                                    | 74                         | 73                         | 69                         | 72                         | 68                         | 69                         | 62                         | 64                         | 71                         | 70                         | 76                         | 79                         | 71                         |
| ساعات سطوع الشمس الشهرية                                                                                     | 124                        | 125                        | 165                        | 191                        | 263                        | 298                        | 354                        | 327                        | 264                        | 218                        | 127                        | 88                         | 2٬544                      |
| متوسط مؤشر الأشعة فوق البنفسجية                                                                              | 2                          | 2                          | 4                          | 6                          | 8                          | 9                          | 9                          | 8                          | 6                          | 4                          | 2                          | 1                          | 5                          |
| المصدر: DWD, Meteo Climat (record highs and lows), NOAA (some records, rain and snow days) and Weather Atlas |                            |                            |                            |                            |                            |                            |                            |                            |                            |                            |                            |                            |                            |

## توأمة
لتيرانا اتفاقيات توأمة مع كل من:
- أنقرة
- أثينا
- برشلونة
- بكين
- إقليم بروكسل العاصمة
- بوخارست
- بورصة
- كوبورغ
- الدوحة
- بروكسل
- أوديني
- إسطنبول
- فلورنسا
- بيانا ديلي ألبانيزي
- غراند رابيدز
- كييف
- مدريد
- مارسيليا
- موسكو
- براغ
- سلانيك
- سول
- صوفيا
- ستوكهولم
- تورينو
- فيلنيوس
- زغرب
- البندقية
- بروكسل
- سرقسطة
- سراييفو
- بودغوريتسا
- بريشتينا
- ميتروفيتسا
- بريزرن

## شخصيات مشهورة
- ماسيلا لوشا: كاتبة وشاعرة و ناشطة أمريكية و لدت في هذه المدينة قبل هجرتها مع عائلتها إلى الولايات المتحدة الأمريكية.

## صور

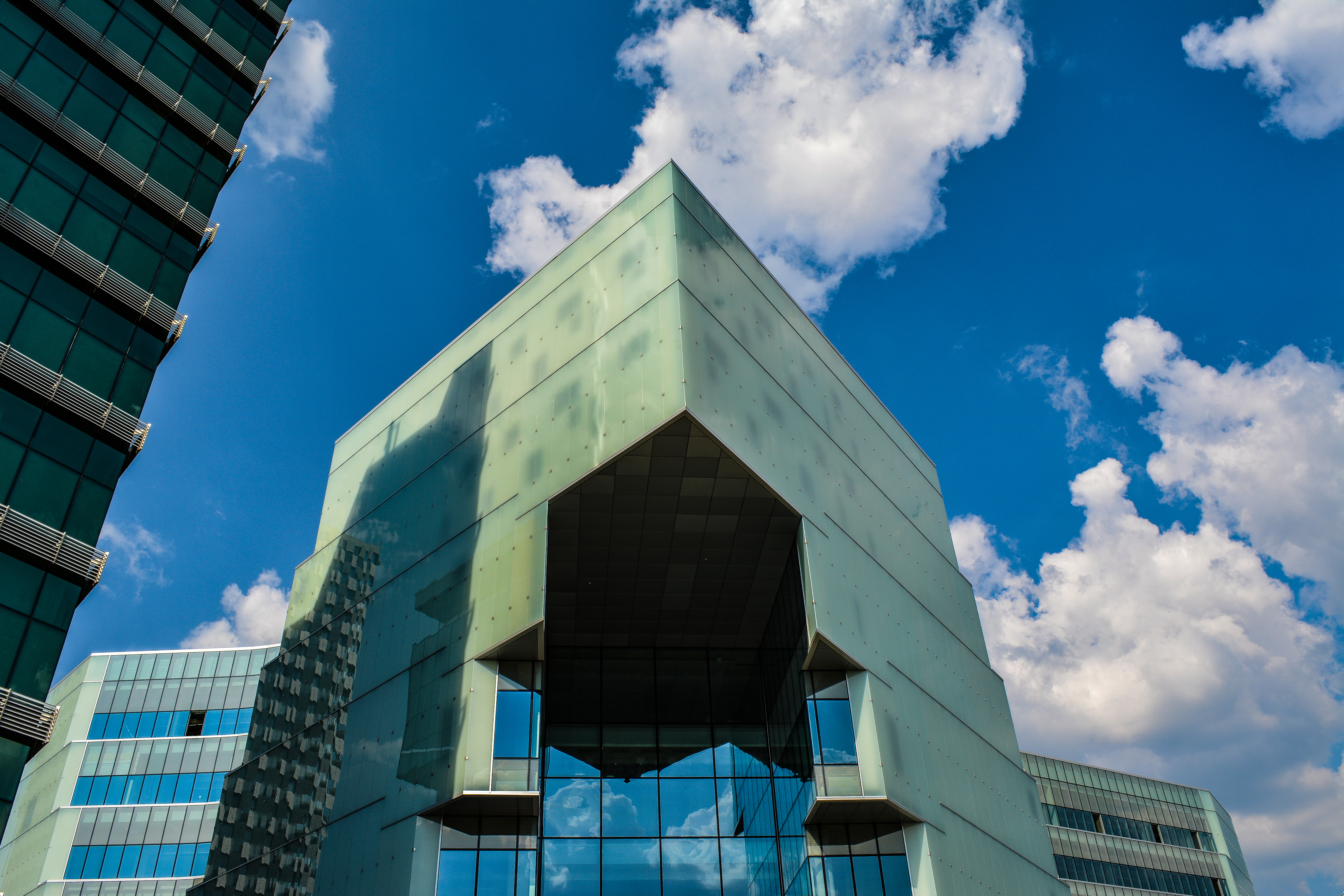
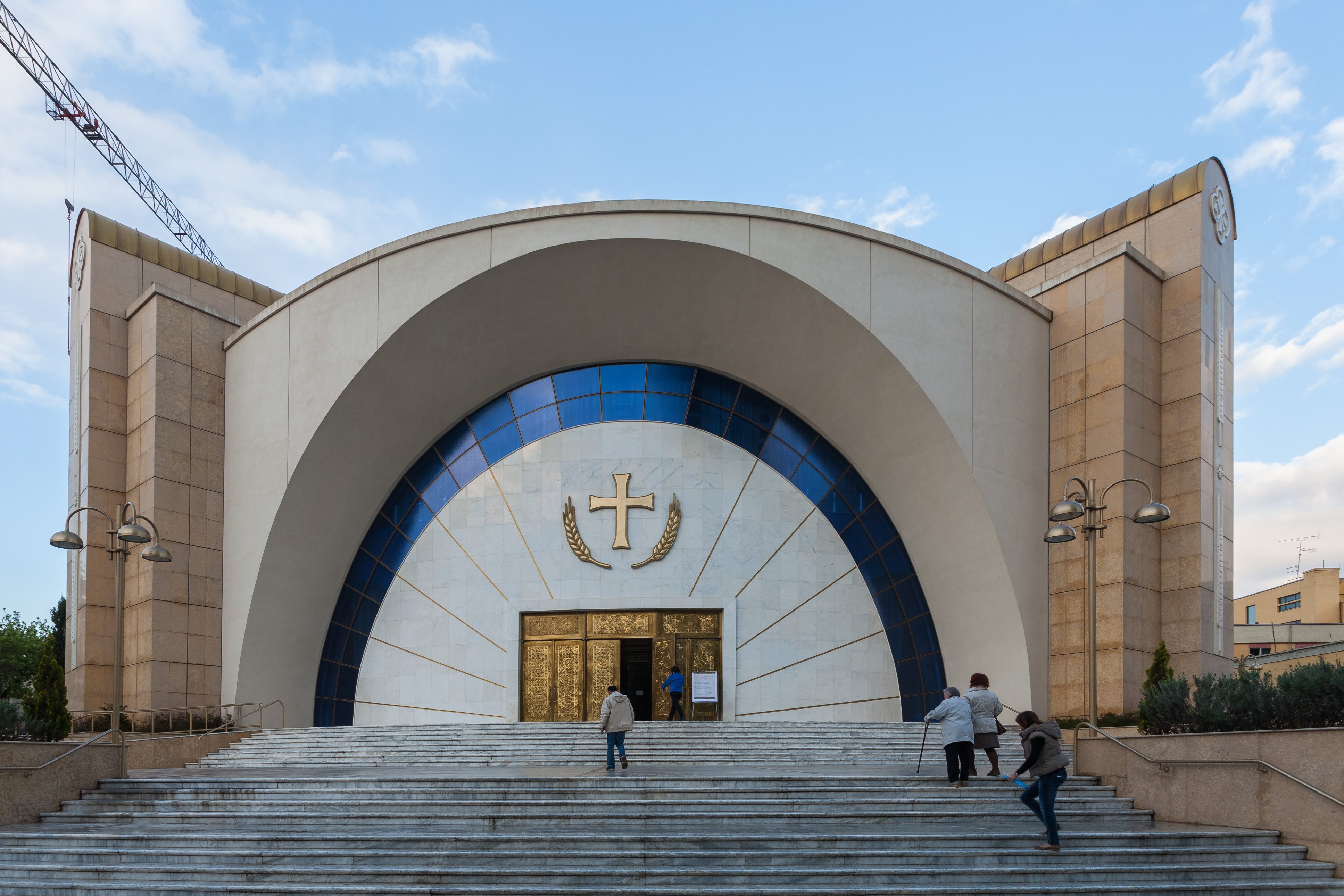
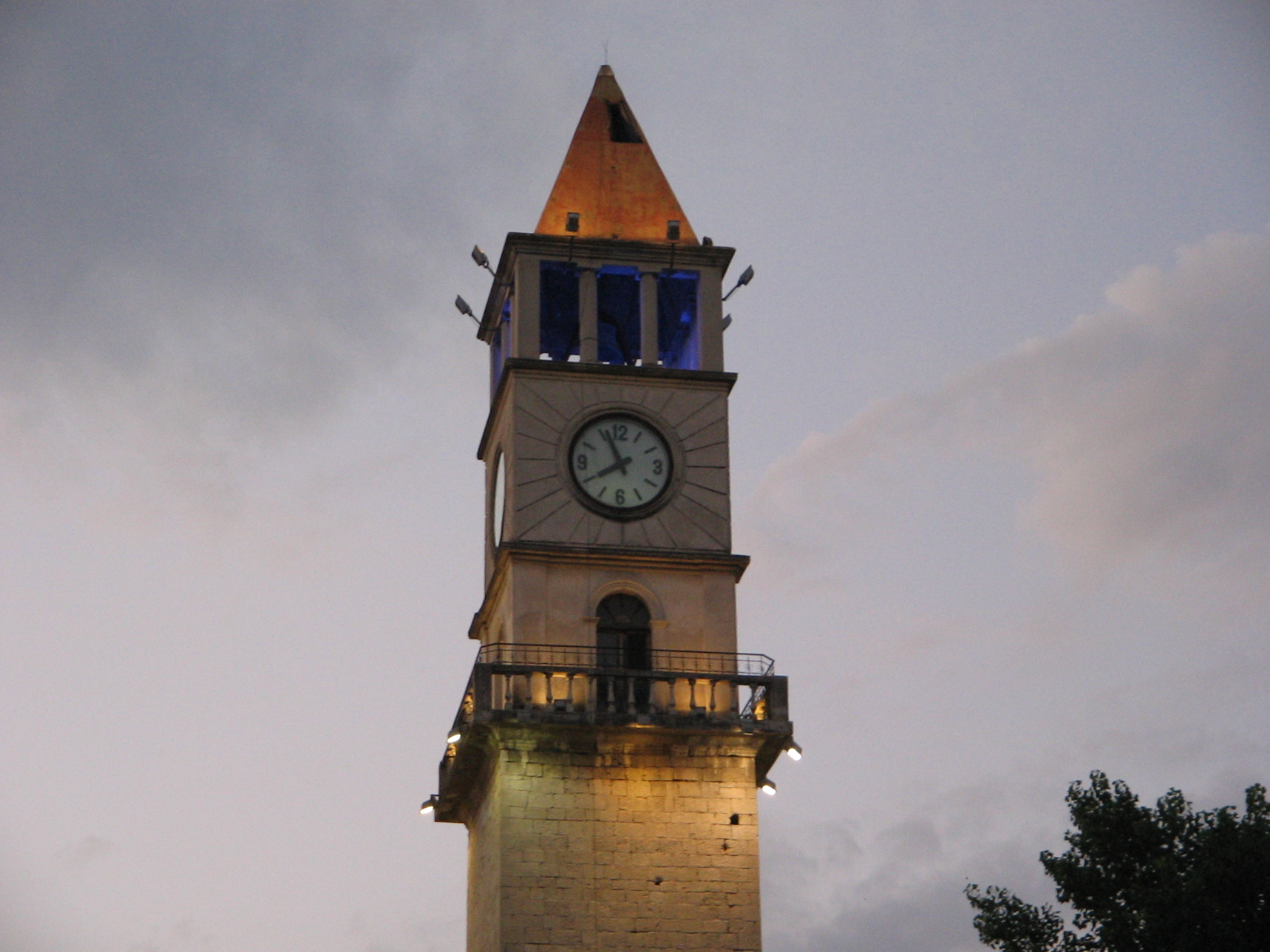

## أعلام
- محمد شاهو
- أندروكلي كوستالاري
- أنسي أغولي
- مراد توبتاني
- ماسيلا لوشا
- فاتوس آرابي
- رجب ميداني
- إريون بوغداني
- فؤاد ديبرا
- إنفا مولا